# Glen Echo (Maryland)
Glen Echo ist eine 1904 gegründete Ortschaft im Montgomery County im US-Bundesstaat Maryland in unmittelbarer Nähe zur US-Bundeshauptstadt Washington, D.C. Das U.S. Census Bureau hat bei der Volkszählung 2020 eine Einwohnerzahl von 279 ermittelt.
In der Ortschaft liegt der historische Vergnügungspark Glen Echo Park und die erste Geschäftsstelle des Amerikanischen Roten Kreuzes, die seit 1974 Gedenkstätte des National Park Services vom Typ eines National Historic Site ist (Clara Barton National Historic Site).

## Größe und Bevölkerung
Laut US-Volkszählung im Jahr 2010 leben in Glen Echo 255 Einwohner. Mit einer Fläche von nur 0,16 km² ist Glen Echo die kleinste Ortschaft in Maryland.

## Söhne und Töchter der Stadt
- Clara Barton (1821–1912), die Gründerin des Amerikanischen Roten Kreuzes, hat die letzten 15 Jahre ihres Lebens in Glen Echo verbracht und ist dort gestorben.[2] In der Clara Barton National Historic Site wird an ihr Leben und Werk erinnert.

## Einzelbelege
1. ↑  US Census Bureau: Search Results Total Population in Glen Echo town, Maryland. Abgerufen am 16. Januar 2024 (amerikanisches Englisch).
2. ↑  The Story of My Childhood. In: World Digital Library. 1907, abgerufen am 9. Oktober 2013.